# Jagdberg (Erndtebrück)

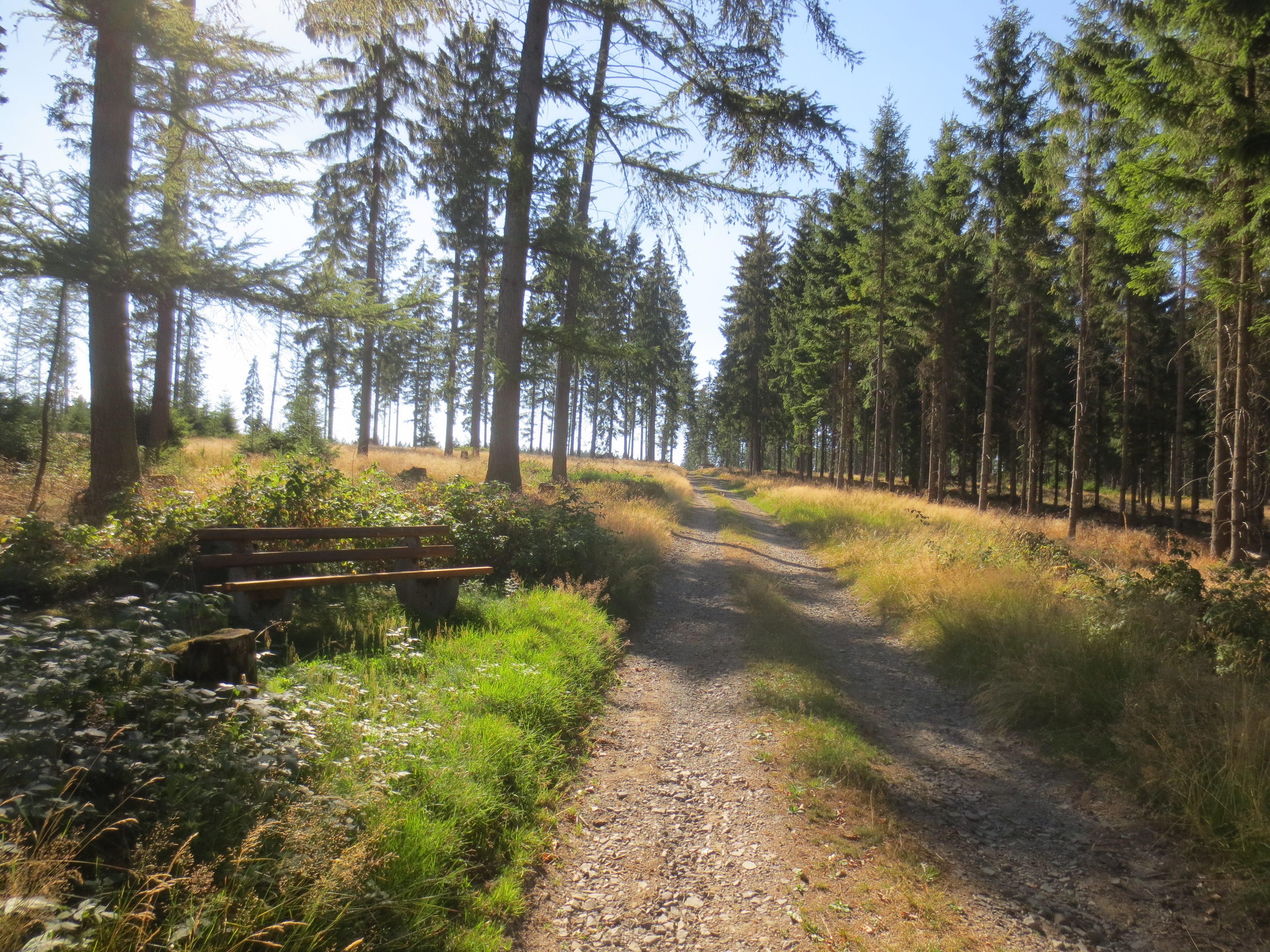
Jagdberg, aus Richtung Benfe in Richtung des Berges „Oberste Henn“.

Der Jagdberg bei Benfe im nordrhein-westfälischen Kreis Siegen-Wittgenstein ist ein 634,8 m ü. NHN hoher Ausläufer der Obersten Henn (675,9 m) im Rothaargebirge.

## Geographie

### Lage
Der Jagdberg liegt im Südteil von Rothaargebirge und im Südostteil des Naturparks Sauerland-Rothaargebirge. Er erhebt sich 1,1 km nordwestlich von Benfe (zu Erndtebrück gehörend) und 1,2 km ostsüdöstlich der Obersten Henn (675,9 m). Nördlich der Kuppe des bewaldeten Berges fließt der Beierbach (1,45 km lang), südlich der Lützelbach (1,6 km) – beides kleine Zuflüsse der Benfe. Zu den Nachbarbergen und -Erhebungen des Jagdbergs gehören neben der Obersten Henn deren Ausläufer Ederkopf (650 m) im Westen und der Aukopf (644,9 m) im Süden.

### Naturräumliche Zuordnung
Der Jagdberg gehört in der naturräumlichen Haupteinheitengruppe Süderbergland (Nr. 33) in der Haupteinheit Rothaargebirge (mit Hochsauerland) (333) und in der Untereinheit Dill-Lahn-Eder-Quellgebiet (333.0) zum Naturraum Ederkopf-Lahnkopf-Rücken (333.01).

### Berghöhe und Eigenständigkeit
Der Jagdberg ist laut aktuellem (2020) DGM (NRW) 634,8 m{ hoch. Auf der Deutschen Grundkarte von 2009 hat in Gipfelnähe eine 634,5 m hohe Stelle verzeichnet. Der westnordwestliche Nachbar des Jagdbergs, der Berg Oberste Henn, ist mit seinen 676,5 m (DGM: 676,3 m) Höhe gut 40 m höher. Unmittelbar nordwestlich des Jagdberggipfels liegt die Scharte nah einer Waldwegkreuzung auf 623,2 m Höhe. Demnach stellt der niedrigere Jagdberg keine wirklich eigenständige Erhebung dar.

### Gleichnamiger naher Berg
Etwa 6,7 km südsüdöstlich vom Erndtebrücker Jagdberg befindet sich direkt an der Eisenstraße im Stadtgebiet von Netphen eine weitere Erhebung mit Namen Jagdberg (676,3 m).

## Schutzgebiete
Der Jagdberg liegt im Landschaftsschutzgebiet Rothaargebirge <SI> (CDDA-Nr. 555550027), das 299,42 km² groß ist; westlich, in Richtung des Ederkopfs, schließt sich das LSG Gemeinde Netphen (CDDA-Nr. 321048; 1987; 117,6 km²) an. Rund um den Berg breiten sich das Fauna-Flora-Habitat-Gebiet Rothaarkamm und Wiesentäler (FFH-Nr. 5015-301; 34,46 km²) und das Naturschutzgebiet Rothaarkamm und Wiesentäler (CDDA-Nr. 329599; 1930; 11,74 km²) aus.

## Verkehr und Wandern
Südöstlich bis östlich vorbei am Jagdberg verläuft die Landesstraße 720, die nahe dem Aukopf von der L 719 abzweigt und von dort nach und durch das nahe dem Berg gelegene Dorf Benfe nach Erndtebrück führt, und 1,7 km südlich die Eisenstraße des Rothaargebirges, die hiesig Teil der Landesstraße 722 zwischen den Quellen von Eder und Sieg ist. Etwas südlich vorbei am Jagdberg verläuft, jenseits vom Tal des kleinen Benfe-Zuflusses Lützelbach, der Rothaarsteig, der bis dorthin auf der alten Kohlenstraße angelegt ist und am Ortsrand von Benfe erst das Waldheim passiert und dann den Eder-Zufluss Benfe kreuzt.